# World Soundtrack Awards
Pour les articles homonymes, voir WSA.
Les World Soundtrack Awards (WSA) sont des prix cinématographiques récompensant la musique de film. Créés en 2001 par la World Soundtrack Academy, ils sont décernés chaque année à la mi-octobre à Gand, en Belgique, lors du Festival international du film de Flandre-Gand. Ils sont souvent considérés comme la récompense de musique de film la plus prestigieuse dans le monde,,,.
Plusieurs prix sont décernés par la World Sountrack Academy, dont trois sont considérés comme plus importants : compositeur de l'année, meilleure bande originale et meilleure chanson originale. Les autres récompenses incluent notamment le prix de la découverte de l'année, le prix d'honneur célébrant la carrière d'un compositeur, le prix du public et le prix du meilleur jeune compositeur européen (depuis 2009). D'autres prix ont été décernés de façon ponctuelle ou irrégulière, comme le prix du meilleur jeune compositeur belge (décerné en 2004, 2005 et 2008) ou le prix spécial (uniquement décerné en 2004).
Le Français Alexandre Desplat est à ce jour l'artiste le plus récompensé des World Soundtrack Awards, avec cinq prix du compositeur de l'année (2007, 2009, 2010, 2011 et 2014) et trois prix de la meilleure bande originale (2009, 2010 et 2014). L'Américain John Williams a été récompensé à quatre reprises dans trois catégories différentes. L'Américain Randy Newman a quant à lui été honoré à quatre reprises dans la catégorie de la meilleure chanson originale.

## Prix distribués
Prix actuels
- Compositeur de l'année (Composer of the Year) ; décerné à un compositeur pour son travail sur un ou plusieurs films. Distribué depuis 2001.
- Meilleure bande originale (Best Original Score of the Year) ; décerné à un film et au(x) compositeur(s) de la musique originale. Distribué depuis 2001.
- Meilleure chanson originale (Best Original Song Written Directly for Film) ; décerné aux divers artistes concernés par la chanson, que ce soit le compositeur, le parolier et l'interprète. Distribué depuis 2001.
- Découverte de l'année (Discovery of the Year) ; décerné à un film et au(x) compositeur(s) de la musique originale. Distribué depuis 2001.
- Prix d'honneur pour l'ensemble de sa carrière (Lifetime Achievement Award) ; décerné à un compositeur. Distribué depuis 2001.
- Prix du public (Public Choice Award) ; décerné à un film et au(x) compositeur(s) de la musique originale. Distribué depuis 2001, à l'exception de l'édition 2003.
- Prix du meilleur jeune compositeur européen (SABAM Award for Best Young European Composer) ; décerné à un compositeur. Distribué depuis 2009.

Prix abandonnés ou irrégulièrement attribués
- Prix spécial (Special Award) ; seulement attribué en 2004.
- Meilleur jeune compositeur belge (Best Young Belgian Composer) ; seulement attribué de 2004 à 2008.
- Utilisation la plus créative de matériel existant pour une bande originale (Most Creative Use of Existing Material on a Soundtrack) ; seulement attribué en 2001.
- Meilleure bande originale non éditée en album (Best Original Score of the Year Not Released on an Album) ; seulement attribué en 2001.

Autres prix
- Compositeur de cinéma de l'année (Film Composer of the Year)
- Compositeur de la bande originale de l'année (Soundtrack Composer of the Year)

## Palmarès

### Années 2000

#### 2001
- Compositeur de la bande originale de l'année :
  - A.I. Intelligence artificielle (Artificial Intelligence: A.I.) — John Williams
    - Le Fabuleux Destin d'Amélie Poulain — Yann Tiersen
    - Hannibal — Hans Zimmer
    - La Légende de Bagger Vance (The Legend of Bagger Vance) — Rachel Portman
    - Pearl Harbor — Hans Zimmer
    - Pile poil (An Everlasting Piece) — Hans Zimmer
    - The Pledge — Klaus Badelt et Hans Zimmer
- Meilleure bande originale :
  - Le Fabuleux Destin d'Amélie Poulain - Yann Tiersen
- Meilleure chanson originale : Come What May dans Moulin Rouge - David Baerwald
- Découverte de l'année : Moulin Rouge - Craig Armstrong
- Prix du public : A.I. Intelligence artificielle - John Williams
- Prix d'honneur pour l'ensemble de sa carrière : Elmer Bernstein
- Utilisation la plus créative de matériel existant pour une bande originale : Moulin Rouge - Baz Luhrmann, Craig Armstrong, Marius de Vries
- Meilleure bande originale non éditée en album : Le Journal de Bridget Jones - Patrick Doyle

#### 2002
- Compositeur de l'année : Patrick Doyle pour Gosford Park
- Meilleure bande originale de l'année :
  - Le Seigneur des anneaux : La Communauté de l'anneau – Howard Shore
    - Spider-Man – Danny Elfman
- Meilleure chanson originale : If I Didn't Have You dans Monstres et Cie - Randy Newman, Billy Crystal, John Goodman
- Découverte de l'année : La Machine à explorer le temps (The Time Machine) - Klaus Badelt
- Prix du public : Le Seigneur des anneaux : La Communauté de l'anneau - Howard Shore
- Prix d'honneur pour l'ensemble de sa carrière : George Martin

#### 2003
- Compositeur de l'année : Elliot Goldenthal pour Frida
- Meilleure bande originale :
  - Frida - Elliot Goldenthal
    - Les Sentiers de la perdition (Road to Perdition) - Thomas Newman
- Meilleure chanson originale : The Hands That Built America dans Gangs of New York - Adam Clayton, The Edge, Bono, Larry Mullen Jr.
- Découverte de l'année : La Cité de Dieu - Antonio Pinto
- Prix d'honneur pour l'ensemble de sa carrière : Maurice Jarre

#### 2004
- Compositeur de la bande originale de l'année :
  - Gabriel Yared pour Retour à Cold Mountain
    - Christian Henson pour Les fils du vent
- Meilleure bande originale de l'année :
  - Retour à Cold Mountain - Gabriel Yared
    - Pirates des Caraïbes : La Malédiction du Black Pearl (Pirates of the Caribbean: The Curse of the Black Pearl) - Klaus Badelt
- Meilleure chanson originale : You Will Be My Ain True Love dans Retour à Cold Mountain - Sting, Alison Krauss
- Découverte de l'année :
  - 21 Grammes - Gustavo Santaolalla
    - Les fils du vent - Julien Seri
- Prix du public : Harry Potter et le Prisonnier d'Azkaban - John Williams
- Prix d'honneur pour l'ensemble de leur carrière : Alan Bergman et Marilyn Bergman
- Prix spécial : Purple Rain - Prince & The Revolution (prix attribué en l'honneur du 20e anniversaire du film)
- Meilleur jeune compositeur belge : Réveil Tam-Tam - Steven Prengels

#### 2005
- Compositeur de la bande originale de l'année :
  - Un long dimanche de fiançailles – Angelo Badalamenti
    - Les Désastreuses Aventures des orphelins Baudelaire(Lemony Snicket's A Series of Unfortunate Events) – Thomas Newman
    - La Guerre des mondes (War of the Worlds) - John Williams
- Meilleure bande originale de l'année : La Guerre des mondes (War of the Worlds) - John Williams
- Meilleure chanson originale : Old Habits Die Hard dans Irrésistible Alfie - Dave Stewart, Mick Jagger
- Découverte de l'année : Les Indestructibles - Michael Giacchino
- Prix du public : Alexandre - Vangelis
- Prix d'honneur pour l'ensemble de leur carrière : Jerry Leiber et Mike Stoller
- Meilleur jeune compositeur belge : Medor au téléphone - Hannes De Maeyer

#### 2006
- Compositeur de l'année : Alberto Iglesias pour The Constant Gardener
- Meilleure bande originale : The Constant Gardener - Alberto Iglesias
- Meilleure chanson originale écrite pour un film :
  - Cars – Randy Newman et James Taylor pour la chanson Our Town
    - Le Monde de Narnia : Le Lion, la Sorcière blanche et l'Armoire magique (Die Hard with a Vengeance) – Harry Gregson-Williams et Imogen Heap pour la chanson Can't Take It In
- Découverte de l'année : Mon père et mon fils - Evanthia Reboutsika
- Prix du public : Le Secret de Brokeback Mountain - Gustavo Santaolalla
- Prix d'honneur pour l'ensemble de sa carrière : Peer Raben
- Meilleur jeune compositeur belge  : Le Fauteuil vivant - Alexis Koustoulidis

#### 2007
- Compositeur de l'année : Alexandre Desplat pour The Queen et Le Voile des illusions
- Compositeur de la bande originale de l'année :
  - The Fountain - Clint Mansell
    - Déjà vu - Harry Gregson-Williams
- Meilleure chanson originale : You Know My Name dans Casino Royale - Chris Cornell, David Arnold
- Découverte de l'année : XXY et Inheritance - Daniel Tarrab, Andrés Goldstein
- Prix du public : The Fountain - Clint Mansell
- Prix d'honneur pour l'ensemble de sa carrière : Mikis Theodorakis
- Meilleur jeune compositeur belge  : Belgium, The Movie - Werner Viaene

#### 2008
- Compositeur de l'année : James Newton Howard pour La Guerre selon Charlie Wilson, Michael Clayton et Je suis une légende
- Compositeur de la bande originale de l'année : Les Cerfs-volants de Kaboul (The Kite Runner) - Alberto Iglesias
- Meilleure bande originale de l'année :
  - Reviens-moi (Atonement) - Dario Marianelli
    - Les Cerfs-volants de Kaboul (The Kite Runner) - Alberto Iglesias
- Meilleure chanson originale : Down to Earth dans WALL-E - Thomas Newman, Peter Gabriel
- Découverte de l'année : American Gangster - Marc Streitenfeld
- Prix du public : Moscow, Belgium - Tuur Florizoone
- Prix d'honneur pour l'ensemble de sa carrière : Angelo Badalamenti
- Meilleur jeune compositeur belge : Cedric Murrath

#### 2009
- Compositeur de l'année : 
  - Coco avant Chanel – Alexandre Desplat
  - L'Étrange Histoire de Benjamin Button – Alexandre Desplat
  - Largo Winch – Alexandre Desplat
  - Chéri – Alexandre Desplat
- Meilleure bande originale : L'Étrange Histoire de Benjamin Button - Alexandre Desplat
- Meilleure chanson originale : Jai Ho dans Slumdog Millionaire - A.R. Rahman, Gulzar, Tanvi Shah, Sukhwinder Singh, Mahalaxmi Iyer, Vijay Prakash
- Découverte de l'année : The Reader - Nico Muhly
- Prix du public : Twilight, chapitre I : Fascination - Carter Burwell
- Prix d'honneur pour l'ensemble de sa carrière : Marvin Hamlisch
- Prix du meilleur jeune compositeur européen : Christopher Slaski

### Années 2010

#### 2010
- Compositeur de l'année : Alexandre Desplat pour Julie et Julia, Fantastic Mr. Fox, The Ghost Writer et Twilight, chapitre II : Tentation
- Meilleure bande originale : Fantastic Mr. Fox - Alexandre Desplat
- Meilleure chanson originale : The Weary Kind dans Crazy Heart - T-Bone Burnett, Ryan Bingham
- Découverte de l'année : A Single Man - Abel Korzeniowski
- Prix du public : A Single Man - Abel Korzeniowski
- Prix d'honneur pour l'ensemble de sa carrière : John Barry
- Prix du meilleur jeune compositeur européen : Karzan Mahmood

#### 2011
- Compositeur de l'année :
  - Harry Potter et les Reliques de la Mort – Alexandre Desplat
  - The Tree of Life – Alexandre Desplat
  - Le Discours d'un roi – Alexandre Desplat
  - Largo Winch 2 – Alexandre Desplat
  - La Fille du puisatier – Alexandre Desplat
  - A Better Life – Alexandre Desplat
- Meilleure bande originale : Inception – Hans Zimmer
- Meilleure chanson originale : We Belong Together dans Toy Story 3 - Randy Newman
- Découverte de l'année : Le Plus Vieil Écolier du monde et Le Rite - Alex Heffes
- Prix du public : 127 heures - A.R. Rahman
- Prix d'honneur pour l'ensemble de sa carrière : Giorgio Moroder
- Prix du meilleur jeune compositeur européen : Gabriel-Heinrich Yden

#### 2012

##### Compositeur de la bande originale de l'année
- Le Moine – Alberto Iglesias
- La piel que habito – Alberto Iglesias
- La Taupe (Tinker Tailor Soldier Spy) – Alberto Iglesias
  - Les Aventures de Tintin : Le Secret de La Licorne (The Adventures of Tintin : The Secret of the Unicorn) - John Williams

##### Meilleure bande originale
- La Taupe - Alberto Iglesias
  - Les Aventures de Tintin : Le Secret de La Licorne (The Adventures of Tintin : The Secret of the Unicorn) - John Williams

##### Meilleure chanson originale
- Albert Nobbs – Brian Byrne (pour la chanson "Lay your head down")
  - Les Muppets, le retour (The Muppets) – Peter Linz, Bret McKenzie et Jason Segel (pour la chanson "Man or Muppet")

##### Découverte de l'année
- Albert Nobbs - Brian Byrne

##### Prix du public
- W.E. - Abel Korzeniowski

##### Prix d'honneur pour l'ensemble de sa carrière
- Pino Donaggio

##### Prix du meilleur jeune compositeur européen
- Valentin Hadjadj

#### 2013
- Compositeur de l'année : Mychael Danna pour Life of Pi
- Meilleure bande originale : Life of Pi - Mychael Danna
- Meilleure chanson originale : Skyfall dans Skyfall - Adele & Paul Epworth
- Découverte de l'année : Beasts of the Southern Wild - Benh Zeitlin & Dan Romer
- Prix du public : The Butterfly's Dream - Rahman Altin
- Prix d'honneur pour l'ensemble de sa carrière : Riz Ortolani
- Prix du meilleur jeune compositeur européen : Gilles Alonzo

#### 2014
- Compositeur de l'année : 
  - Marco Beltrami pour Die Hard : Belle journée pour mourir (A Good Day to Die Hard)
  - Marco Beltrami pour Wolverine : Le Combat de l'immortel
  - Alexandre Desplat pour The Grand Budapest Hotel, Godzilla, Monuments Men, Venus in Fur, Philomena, Zulu et Marius
  - Hans Zimmer pour Man of Steel
- Meilleure bande originale : The Grand Budapest Hotel - Alexandre Desplat
- Meilleure chanson originale : Happy dans Moi, moche et méchant 2 - Pharrell Williams
- Découverte de l'année : Cuban Fury et The Councelor - Daniel Pemberton
- Prix du public : Marina - Michelino Bisceglia
- Prix d'honneur pour l'ensemble de sa carrière : Francis Lai
- Prix du meilleur jeune compositeur européen : Cyril Molesti

#### 2015
- Compositeur de l'année : 
  - À la poursuite de demain - Michael Giacchino
  - Jupiter : Le Destin de l'univers - Michael Giacchino
  - Jurassic World - Michael Giacchino
  - La Planète des singes : L'Affrontement (Dawn of the Planet of the Apes) - Michael Giacchino
  - Vice-versa - Michael Giacchino
- Meilleure bande originale : Birdman - Antonio Sánchez
- Meilleure chanson originale : The Apology Song dans La Légende de Manolo - Gustavo Santaolalla et Paul Williams, chantée par Diego Luna
- Découverte de l'année : Birdman - Antonio Sánchez
- Prix du public : Le Labyrinthe - John Paesano
- Prix d'honneur pour l'ensemble de sa carrière : Patrick Doyle
- Prix du meilleur jeune compositeur européen : Peer Kleinschmidt

#### 2016
- Compositeur de cinéma de l'année :
  - Anomalisa – Carter Burwell
  - Carol – Carter Burwell
  - Ave, César ! – Carter Burwell
  - The Family Fang – Carter Burwell
  - Legend – Carter Burwell
  - The Finest Hours – Carter Burwell
    - Le Bon Gros Géant (The BFG) – John Williams
- Meilleure bande originale d'un film belge : Cafard de Hans Helewaut
- Meilleure chanson originale : None of Them Are You dans Anomalisa
- Découverte de l'année : Joe Kraemer pour Mission impossible : Rogue Nation
- Compositeur d'une série télévisée : Jeff Beal pour House of Cards
- Prix du public : Carter Burwell pour Carol
- Prix d'honneur pour l'ensemble de sa carrière : Ryuichi Sakamoto
- Prix du meilleur jeune compositeur européen : Sándor Török

#### 2017
- Compositeur de cinéma de l'année : Jóhann Jóhannsson pour Premier contact
- Compositeur de télévision de l'année : Rupert Gregson-Williams pour The Crown
- Meilleure bande originale d'un film belge : Sprakeloos de Jef Neve
- Meilleure chanson originale : City of Stars dans La La Land
- Découverte de l'année : Nicholas Britell pour Moonlight
- Prix du public : A.R. Rahman pour Le Dernier Vice-Roi des Indes
- Prix d'honneur pour l'ensemble de sa carrière : David Shire
- Prix SABAM du meilleur jeune compositeur : Gavin Brivik

#### 2018
- Compositeur de cinéma de l'année :
  - Jóhann Jóhannsson pour Last and First Men, Mandy, Marie Madeleine et Le Jour de mon retour
  - Valérian et la Cité des mille planètes – Alexandre Desplat
- Compositeur de télévision de l'année : Ramin Djawadi pour Game of Thrones, Westworld et The Strain
- Compositeur de bande originale de l'année : Pirates des Caraïbes : La Fontaine de Jouvence (Pirates of the Caribbean: On Stranger Tides) – Hans Zimmer
- Meilleure bande originale d'un film belge : Rutger Reinders pour Zagros
- Meilleure chanson originale : Black Panther dans Black Panther
- Découverte de l'année : Tamar-kali (en) pour Mudbound
- Prix du public : Laurent Eyquem pour Nostalgia
- Prix d'honneur pour l'ensemble de sa carrière : Philippe Sarde
- Prix SABAM du meilleur jeune compositeur : Logan Nelson

#### 2019
- Compositeur de l'année : Shazam! – Benjamin Wallfisch
- Compositeur de cinéma de l'année : Nicholas Britell pour Si Beale Street pouvait parler et Vice
- Compositeur de télévision de l'année : Hildur Guðnadóttir pour Chernobyl et Trapped
- Meilleure bande originale d'un film belge : Duelles de Frédéric Vercheval
- Meilleure chanson originale : Shallow dans A Star Is Born
- Découverte de l'année : Michael Abels pour Us
- Prix du public : John Powell pour Dragons 3 : Le Monde caché
- Prix d'honneur pour l'ensemble de sa carrière : Krzysztof Penderecki et Frédéric Devreese
- Prix SABAM du meilleur jeune compositeur : Pierre Charles

### Années 2020

#### 2020
- Compositeur de cinéma de l'année : Hildur Guðnadóttir pour Joker
- Compositeur de télévision de l'année : Nicholas Britell pour Succession
- Meilleure bande originale d'un film belge : Torpedo de Hannes De Maeyer
- Meilleure chanson originale : Stand Up dans Harriet
- Découverte de l'année : Bryce Dessner pour Les Deux Papes
- Prix du public : Alfonso González Aguilar pour Klaus
- Prix d'honneur pour l'ensemble de sa carrière : Gabriel Yared
- Prix SABAM du meilleur jeune compositeur : Ana Kasrashvili

#### 2021
- Compositeur de cinéma de l'année : Daniel Pemberton pour Comme des phénix : L'Esprit paralympique, Enola Holmes et Les Sept de Chicago
- Compositeur de télévision de l'année : Carlos Rafael Rivera pour Le Jeu de la dame
- Meilleure chanson originale : Call Me Cruella  dans Cruella
- Découverte de l'année : Nainita Desai pour Sais-tu pourquoi je saute ?
- Prix du public : Benji Merrison pour SAS: Rise of the Black Swan
- Prix d'honneur pour l'ensemble de sa carrière : Eléni Karaïndrou
- Prix SABAM du meilleur jeune compositeur : Dougal Kemp

#### 2022
- Compositeur de cinéma de l'année : Jonny Greenwood (The Power of the Dog, Spencer)
- Compositeur de télévision de l'année : Nicholas Britell (Succession)
- Meilleure chanson originale : No Time to Die dans Mourir peut attendre (Billie Eilish, Finneas O'Connell, Steph Jones, Jordan Powers & Taura Stinson)
- Découverte de l'année : Eiko Ishibashi (Drive My Car)
- Prix du public : Joseph Metcalfe, John Coda (en), Grant Kirkhope (The King's Daughter)
- Prix d'honneur pour l'ensemble de sa carrière : Bruno Coulais
- Prix SABAM du meilleur jeune compositeur : Giacomo Rita

#### 2023
- Compositeur de cinéma de l'année : Indiana Jones et le Cadran de la destinée (Indiana Jones and the Dial of Destiny) – John Williams